# 野田金駒
野田金駒（日语：ダノンプラチナ），是日本純種競賽馬匹。生涯活躍於一哩賽事，曾於2014年勝出朝日盃未來錦標，亦於2015年奪得三級賽富士錦標冠軍。

## 出賽前
2012年3月23日出生於北海道新日高町千代田牧場，成長途中被馬主公司Danox Co. Ltd.購入。
其後交由栗東訓練中心練馬師國枝榮訓練。

## 競賽生涯

### 2歲
2014年9月6日出戰札幌競馬場2歲新馬戰，比賽途中一直保持於第五的位置，然而進入直路後未能追上前方帶有優勢的大東京，最終以1 1/2馬位差距落敗。
其後出戰2歲未勝利戰，於比賽途中保持穩定的節奏，通過彎道後逐步發力爬升，進入直路後進一步加速拋離後方，最終成功以4馬位的優勢拉開對手取得首勝。
11月30日出戰條件戰秋海棠賞，本次比賽其再度發揮優秀的速度，超越領放馬取得領先後繼續加速，最終以3馬位優勢達成連勝。
12月21日以抽選的方式出戰朝日盃未來錦標，賽前因其前兩仗的驚人表現而獲得第一人氣。比賽開始後，其並未和以往一般於前方位置推進，意思以緩慢的姿態在幾乎最後的位置追走。通過最後彎道時候，其仍然處於後方，但此時騎師蛯名正義指揮其於外檔位置展開加速，最終於其一舉爆發末腳速度下成功超越前方對手，以3/4馬爲優勢取得首個一級賽冠軍。
年末，由於其成功於一級賽掄元，因而於評選中以全票285票當選最佳2歲雄馬。

### 3歲
2015年首戰爲春季錦標，然而未能阻止前方的北部玄駒順利帶出下再被後方跑出全場最佳末腳的不撓真鋼超越，最終以第三落敗。
其後按照計劃出戰皋月賞，比賽初段需要保持姿態在中團位置逐步推進，但於第三至第四彎道之間因體力不支逐步後退，最終失速之下以第十一落敗。
完成皋月賞後進入放草，並於秋季的富士錦標復出。比賽開始後，其無視第二人氣憑運氣及第三人氣標誌名駒取前的戰術，保持自身的步速和第一人氣神燈光照一同於後方位置推進。進入直路後，其成功復刻上年度朝日盃未來錦標的方式，轟出後600米32.8秒的恐怖末腳下不但將前方賽駒一舉蠶食，亦能壓制一同衝出的神燈光照，最終以頸位優勢獲得第二個分級賽冠軍。
其後陣營安排其遠征香港出戰香港一哩錦標，但未能延續狀態之下無法和主隊馬及同爲日本代表的滿樂時較量，最終以第七完賽。

### 4歲
2016年以東京新聞盃作爲起動戰，於其中敗於醒目層次、百戰雄心及Meiner Aurato取得第四，其後進入休養狀態。
秋季於京成盃秋季讓賽復出跑獲第三，其於劍指連霸的富士錦標亦獲以第三完賽。

### 5歲
進入2017年，歷經約莫10個月的長期休養後出戰關屋紀念，但選擇居中戰術下未能於直路順利超越前方賽駒，最終以第五完賽。
其後原定出戰京成盃秋季讓賽，但因爲左前腳拉傷而退賽，因而改爲出戰2個月後的公開賽首都錦標，然而再度未能衝出之下以第八落敗。

### 6歲
2018年雖然於年度首戰新年錦標以大外一氣的方式贏得時隔2年3個月的勝利，但於其後的東京新聞盃卻以第十一慘敗。
完成東京新聞盃後，陣營原定考慮繼續讓其出賽，但於討論過後打消念頭並安排其退役，並於6月20日取消日本中央競馬會的賽駒註冊。

### 詳細賽績
| 日期       | 舉辦國家/地區 | 馬場 | 距離   | 級別 | 賽事名稱       | 負重 | 騎師     | 馬號 | 出馬 | 名次 | 時間    | 頭馬（二馬）       |
| ---------- | ------------- | ---- | ------ | ---- | -------------- | ---- | -------- | ---- | ---- | ---- | ------- | ------------------ |
| 9/6/2014   | 日本          | 札幌 | 草1500 |      | 2歲新馬        | 54   | 蛯名正義 | 8    | 14   | 2    | 1:32.5  | 大東京             |
| 13/10/2014 | 日本          | 東京 | 草1600 |      | 2歲未勝利      | 54   | 蛯名正義 | 18   | 18   | 1    | 1:35.5  | （Moon Majesty）   |
| 30/11/2014 | 日本          | 東京 | 草1600 |      | 秋海棠賞       | 54   | 蛯名正義 | 11   | 13   | 1    | 1:34.3  | （Mikki Universe） |
| 21/12/2014 | 日本          | 阪神 | 草1600 | GI   | 朝日盃未來錦標 | 54   | 蛯名正義 | 2    | 18   | 1    | 1:35.9  | （Arma Waioli）    |
| 22/3/2015  | 日本          | 中山 | 草1800 | GII  | 春季錦標       | 56   | 蛯名正義 | 8    | 12   | 3    | 1:49.2  | 北部玄駒           |
| 19/4/2015  | 日本          | 中山 | 草2000 | GI   | 皋月賞         | 57   | 蛯名正義 | 15   | 15   | 11   | 1:59.5  | 大鳴大放           |
| 24/10/2015 | 日本          | 東京 | 草1600 | GIII | 富士錦標       | 54   | 蛯名正義 | 3    | 16   | 1    | 1:32.7  | （神燈光照）       |
| 13/12/2015 | 香港          | 沙田 | 草1600 | GI   | 香港一哩錦標   | 56.5 | 蛯名正義 | 13   | 14   | 7    | 1:34.37 | 滿樂時             |
| 7/2/2016   | 日本          | 東京 | 草1600 | GIII | 東京新聞盃     | 57   | 蛯名正義 | 2    | 14   | 4    | 1:34.6  | 醒目層次           |
| 11/9/2016  | 日本          | 中山 | 草1600 | GIII | 京成盃秋季讓賽 | 58   | 蛯名正義 | 5    | 15   | 3    | 1:33.3  | 探求到底           |
| 22/10/2016 | 日本          | 東京 | 草1600 | GIII | 富士錦標       | 57   | 蛯名正義 | 2    | 11   | 3    | 1:34.2  | 年輕力壯           |
| 13/8/2017  | 日本          | 新潟 | 草1600 | GIII | 關屋紀念       | 56   | 蛯名正義 | 1    | 16   | 5    | 1:32.5  | 馬國之巔           |
| 11/9/2017  | 日本          | 中山 | 草1600 | GIII | 京成盃秋季讓賽 | 58   | 蛯名正義 | 10   | 15   | 退賽 | 退賽    | Grand Silk         |
| 25/11/2017 | 日本          | 東京 | 草1600 | OP   | 首都錦標       | 56   | 蛯名正義 | 10   | 18   | 8    | 1:33.3  | 大和卡尼           |
| 14/1/2018  | 日本          | 中山 | 草1600 | OP   | 新年錦標       | 57   | 蛯名正義 | 6    | 10   | 1    | 1:34.5  | （逃學修治）       |
| 4/2/2018   | 日本          | 東京 | 草1600 | GIII | 東京新聞盃     | 56   | 田邊裕信 | 10   | 16   | 11   | 1:34.6  | 雍容白荷           |

## 退役後
退役後，野田金駒成為了配種馬，被送往南非休養，在2019年進行配種，首批子嗣於2020年出生。首批子嗣可於2022年出賽。

## 血統簡介
父系大震撼爲日本賽駒，爲日本賽馬史上第二匹無敗三冠馬，生涯出戰十四場賽事僅得兩場未能勝出，退役後配種成績亦極爲優秀。祖父週日寧靜是美國三冠賽雙冠馬，退役後在日本配種，在日本馬壇相當成功，贏得多項分級賽事，其子嗣贏得巨額獎金。
母系Badeelah爲美國馬匹，生涯無出賽紀錄。外祖父Unbridled's Song爲美國賽駒，生涯戰績不俗，曾勝出一級賽育馬者盃兩歲馬大賽，退役後亦有優秀的配種成績。

### 血統表
| 父線：週日寧靜系（Halo系）       |                                 |                 |                 |
| 種馬 大震撼 2002年（棗色）       | 週日寧靜 1986年（棕色）         | Halo            | Hail to Reason  |
| 種馬 大震撼 2002年（棗色）       | 週日寧靜 1986年（棕色）         | Halo            | Cosmah          |
| 種馬 大震撼 2002年（棗色）       | 週日寧靜 1986年（棕色）         | Wishing Well    | Understanding   |
| 種馬 大震撼 2002年（棗色）       | 週日寧靜 1986年（棕色）         | Wishing Well    | Mountain Flower |
| 種馬 大震撼 2002年（棗色）       | 風中秀髮 1991年（棗色）         | Alzao           | 利法爾          |
| 種馬 大震撼 2002年（棗色）       | 風中秀髮 1991年（棗色）         | Alzao           | Lady Rebecca    |
| 種馬 大震撼 2002年（棗色）       | 風中秀髮 1991年（棗色）         | Burghclere      | Busted          |
| 種馬 大震撼 2002年（棗色）       | 風中秀髮 1991年（棗色）         | Burghclere      | Highclere       |
| 繁殖雌馬 Badeelah 2008年（灰色） | Unbridled's Song 1993年（灰色） | Unbridled       | Fappiano        |
| 繁殖雌馬 Badeelah 2008年（灰色） | Unbridled's Song 1993年（灰色） | Unbridled       | Gana Facil      |
| 繁殖雌馬 Badeelah 2008年（灰色） | Unbridled's Song 1993年（灰色） | Trolley Song    | Caro            |
| 繁殖雌馬 Badeelah 2008年（灰色） | Unbridled's Song 1993年（灰色） | Trolley Song    | Lucky Spell     |
| 繁殖雌馬 Badeelah 2008年（灰色） | Magical Allure 1995年（棗色）   | General Meeting | 西雅圖迴旋      |
| 繁殖雌馬 Badeelah 2008年（灰色） | Magical Allure 1995年（棗色）   | General Meeting | Alydars Promise |
| 繁殖雌馬 Badeelah 2008年（灰色） | Magical Allure 1995年（棗色）   | Rare Lady       | Never Bend      |
| 繁殖雌馬 Badeelah 2008年（灰色） | Magical Allure 1995年（棗色）   | Rare Lady       | Double Agent    |
| 雌系：號族：18                   |                                 |                 |                 |
| 五代內近親交配：無               |                                 |                 |                 |

## 命名由來
名字中，Danon（ダノン）是馬主Danox Co. Ltd.冠名，源自公司名字，而此公司名字就是公司代表野田順弘之姓氏「野田」（ノダ）倒轉後的變體；Platina（プラチナ）即是白金，香港則取其意思，翻譯為「金駒」。

## 外部連結
- 野田金駒 netkeiba.com （页面存档备份，存于）
- 血統表 （页面存档备份，存于）